# Leucauge acuminata
Leucauge acuminata är en spindelart som först beskrevs av O. Pickard-Cambridge 1889.  Leucauge acuminata ingår i släktet Leucauge och familjen käkspindlar. Inga underarter finns listade i Catalogue of Life.